# Национальный лес США

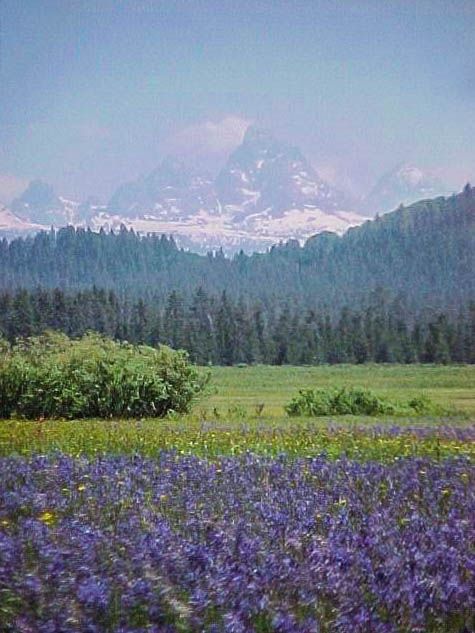
Цветы Камассия и западная просека хребта Титон в Национальном лесу Карибу-Тарги (Caribou-Targhee National Forest), Айдахо

Национальный лес Соединённых штатов Америки (National Forest) — один из видов федеральных земель в США. Всего в США есть 155 национальных лесов, общей площадью 769 тыс. км² (7.826 % от общей территории страны).
Национальные Леса — это в основном леса и лесистые местности, принадлежащие федеральному правительству и управляемые Лесной службой США (часть Министерства сельского хозяйства США). Управление земельными ресурсами в этих районах сосредоточено на лесозаготовки, выпасе скота, воде, дикой природе и на отдыхе. В отличие от национальных парков и других федеральных земель, управляемых Службой национальных парков, коммерческое использование национальных лесов допускается, а во многих случаях поощряется. Национальные леса классифицируются по Всемирной комиссии по охраняемым территориям как и МСОП категорией VI (участок устойчивого природопользования).
Система национальных лесов была создана Актом о земельной ревизии 1891 года. Это было результатом согласованных действий предпринимателей Лос-Анджелеса и владельцев собственности, которые были обеспокоены вредом наносимым фермерами и шахтерами водоразделу гор Сан-Габриель. Аббот Кинни и лесничий Теодор Люкенс были ключевыми представителями для достижения успеха.